# Junkers Ju 88
Junkers Ju 88 je bil nemški bombnik druge svetovne vojne. Bil je eden najbolj vsestranskih letal tistega časa, uporabljan na vseh frontah koder se je pojavljala Luftwaffe v številnih verzijah. Tako je bil poleg osnovne, bombniške različice poznan še kot torpedni bombnik, daljinski in nočni lovec, izvidniško letalo in celo kot letalo - leteča bomba. Četudi je bil že zdavnaj zastarel so ga uporabljali do konca vojne in izdelali v vseh verzijah skupno okoli 15.000 teh strojev.
Imel je veliko steklenih površin, ki so jih morali pozneje zaradi varnosti posadke okrepiti s kovinskimi ploščami. V boju z britanskimi lovci je bil popolnoma nemočen. Bil je bombnik strmoglavec, zato je imel pod krili posebne zavorne površine.